# Ivermectine
Ivermectine (merknamen Mectizan®, Stromectol®) is een anti-parasitair geneesmiddel dat werkzaam is tegen de meeste darmwormen (niet tegen lintwormen), parasitaire mijten en luizen. Het wordt bij de mens met name gebruikt tegen rivierblindheid, maar ook in de veterinaire geneeskunde bij onder meer paarden, herkauwers, honden en vogels. Ivermectine is ontwikkeld door MSD en wordt onder naam Mectizan sinds 1977 gratis verstrekt in Afrika, in een grootschalig donatieprogramma om rivierblindheid uit te roeien. In Nederland is het sinds 2003 geregistreerd als een tablet van 3 mg met de naam Stromectol. Het middel staat al decennia op de Lijst van essentiële geneesmiddelen van de WHO.

## Eigenschappen
Het is een semi-synthetisch derivaat van avermectine dat geïsoleerd werd uit Streptomyces avermitilis en dat het zenuwstelsel van de parasiet aantast door binding aan de glutamaatpompen van het chloridekanaal in de celmembraan. Dit heeft een voortdurende instroom van chloride-ionen tot gevolg, wat vervolgens een hyperpolarisatie teweegbrengt. Glutamaatpompen worden niet bij zoogdieren aangetroffen. Bij ongewervelde dieren komen ze voor in de celmembraan van spieren en zenuwen.

## Toepassingsgebied
Bij mensen is de stof geregistreerd bij rivierblindheid, filariasis door Wuchereria bancrofti, intestinale strongyloidiasis en schurft (norvegica). De stof wordt onderzocht bij veel aandoeningen. Het belangrijkste onderzoek is dat van malaria, omdat het de muskieten doodt, die de ziekte overbrengen. Chris Whitty, in 2021 medisch topadviseur voor de Britse regering aangaande COVID-19, schreef in 2010 mee aan een onderzoeksrapport waarin de effectiviteit en veiligheid van het gebruik van ivermectine tegen malaria werd bevestigd.
In mei 2015 werd de stof in Europa als 1%-crème geregistreerd onder de merknaam Soolantra® bij het behandelen van de huidaandoening papulopustuleuze rosacea bij volwassenen.
Bij paarden wordt het vooral voor intestinale wormen gebruikt en bij honden is de belangrijkste indicatie de preventie van hartworm.

## Bijwerkingen
Bij gebruik bij mensen zijn de meest voorkomende bijwerkingen gerelateerd aan de ziekte die wordt behandeld. De gedode microfilariae kunnen leiden tot allergische reacties.
Sommige hondenrassen zijn overmatig gevoelig voor ivermectine. Naast de gewone gevoeligheid die alle honden kennen, leidt de inname van kleine hoeveelheden ivermectine bij daarvoor overgevoelige dieren tot verlamming, coma en zelfs de dood. Deze overgevoeligheid vindt zijn oorsprong in het ontbreken van het MDR1-enzym in het lichaam van deze dieren, waardoor ivermectine giftige bijwerkingen kan geven. MDR1-deficiëntie is bekend bij collie-achtige honden (zoals de bordercollie, Schotse collie en de Australian cattledog) maar ook bij bijvoorbeeld de (witte) Zwitserse herdershond. MDR1-deficiëntie is tegenwoordig vast te stellen in het bloed.

## Milieueffecten
Mestkevers zijn extreem gevoelig voor resten ivermectine in het milieu.
Het weiden van boerderijdieren in natuurgebieden kan het in de veehouderij veelgebruikte ivermectine via uitwerpselen onbedoeld in het milieu brengen met gevolgen voor mesttor, spiegelkever, veldmestkever en andere insecten.

## COVID-19
Tijdens de COVID-19-pandemie werd op grote schaal informatie verspreid waarin werd beweerd dat ivermectine heilzaam zou zijn voor de behandeling en preventie van COVID-19. Dergelijke beweringen worden niet ondersteund door wetenschappelijk bewijs. Daarom raden het Europees Geneesmiddelenbureau en de Wereldgezondheidsorganisatie het gebruik van ivermectine (buiten eventuele klinische studies) bij COVID-19 af. Meer en betere studies zijn nodig om conclusies te trekken over in hoeverre ivermectine ingezet kan worden bij behandeling van COVID-19.

## Nobelprijs
De Ier William C. Campbell en de Japanner Satoshi Omura kregen in 2015 samen de Nobelprijs voor Geneeskunde. Hun onderzoek leverde een geneesmiddel tegen wormparasieten op, het ivermectine.